# Dhiraj Magar
Dhiraj Magar, né à Pokhara (en népalais: पोखरा), chef-lieu de la province de Gandaki, (Népal) le 10 septembre 1995, est un acteur, mannequin et youtubeur népalais basé à Oxford en Angleterre connu principalement pour le film Intu Mintu Londonma (en) (2018) aux côtés de Samragyee RL Shah (en),,,.

## Biographie
Son père étant membre de l'armée britannique, il déménage au Royaume-Uni à l'âge de 2 ans. Il étudie à la The Ridgeway School and Sixth Form College (en) à Wroughton au bord des Marlborough Downs (en). Il obtient un licence à l'Université de Kingston,.

## Carrière
Dhiraj Magar a commencé son parcours sur YouTube en 2013 comme passe-temps et amasse plus de 200,000 abonnés pour ses vlogs ainsi que ses vidéos centrées sur la K-pop bien qu'il se dit préférer la culture japonaise. Une activité qu'il cessera en 2015. En 2021, il a plus de 95,000 abonnés à son compte instagram. En 2018, il est repéré par le réalisateur Renasha Bantawa Rai qui lui donne le rôle principal dans son film.

## Filmographie

### Comme acteur
- 2018 : Intu Mintu Londonma (en) : Ishan / Intu.
- 2021: I am 21 aux côtés de Jassita Gurung (en)(tournage reporté à 2022 en raison du Covid-19).